# سالم العبادي
سالم العبادي (1949 - 14 ديسمبر 2024)، هو إذاعي أردني أحد أبرز الأصوات الأردنية في الإذاعة الأردنية و بهيئة الإذاعة البريطانية «بي بي سي» التي أمضى فيها 25 عاماً.

## حياته
ولد العبادي عام 1949 في منطقة الصبيحي ضمن محافظة البلقاء غربي عمّان في الأردن، واستكمل دراسته الإعدادية والثانوية فيها، إلى أن انتقل إلى لبنان للدراسة الجامعية هناك، وتخرج في جامعة بيروت العربية كلية الآداب قسم اللغة العربية. استهل العبادي، أو "أبو كايد" كما كان يُلقبه زملاؤه، مسيرته المهنية بالعمل محررا وصحفيا ومذيعا في الإذاعة الأردنية عام 1970. في عام 1987 التحق بهيئة الإذاعة البريطانية «بي بي سي» بنظام الإعارة مبعوثا من وزارة الإعلام الأردنية، فعمل فيها صحفيا ومحررا ومذيعا، كما كان في تلك الفترة أيضا يعمل كمراسل لوكالة الأنباء الأردنية ومجلة "صوت الشعب". في منتصف التسعينيات من القرن العشرين، انتقل للعمل في إذاعة إم بي سي، وذلك بين بريطانيا والإمارات العربية المتحدة، قبل أن يعود للعمل في بي بي سي عام 2003.

## وفاته
وافته المنية صباح يوم السبت 14 ديسمبر / كانون الأول 2024 في لندن.